# Ленникова, Татьяна Ивановна
Татьяна Ивановна Ленникова (4 января 1924, Зилаирский район — 28 ноября 1993, Москва) — советская, российская актриса театра и кино.
Народная артистка РСФСР (1969), Заслуженная артистка РСФСР (1959).

## Биография
Татьяна Ленникова родилась 4 января 1924 года в селе Преображенское Башкирской АССР (ныне — районный центр Зилаир Башкортостана). Мать — Ефросинья Ленникова, повар. Отец оставил семью до рождения дочери. Мать воспитывала её вместе с отчимом, фамилию которого — Гусев, девушка носила до начала театральной карьеры.
Окончив семь классов, поступила в сельскохозяйственный техникум. После начала войны уехала в Казахстан, где она познакомилась с эвакуированными из Москвы актёрами. Работала костюмером в театре. В 1944 году актёр Михаил Астангов, возвращаясь в столицу, предложил ей место домработницы. Практически сразу Татьяна поступила в театральную студию при Театре имени Моссовета. Во время учёбы на третьем курсе была приглашена на главную роль в фильме «Марите» о героине советского периода истории Литвы — партизанке Марии Мельникайте. Образ, созданный студенткой (в титрах — Татьяна Гусева) был высоко оценен киноведческой периодикой СССР (например, журналом «Советское искусство»).
В 1948 году принята в Центральный театр транспорта (МДТ им. Гоголя), в 1950 году перешла в МХАТ СССР им. М. Горького. В первой половине 1950-х годов продолжила успешно сниматься в кино, сначала во второстепенных ролях (ученица композитора в фильме «Римский-Корсаков» 1952 год, учитель истории в фильме «Аттестат зрелости» 1954 год), позже — в главной роли Александры Негиной в драме «Таланты и поклонники» по пьесе А. Н. Островского. Однако в 1956 году журнал «Театр» опубликовал статью А. Д. Попова «Без сердца», которая обвиняла картину в неверном идеологическом трактовании классического материала, а актёров в — в несоответствии высоким задачам:

Здесь <…> нет театра, нет взволнованного, вдохновенного отношения к сцене, не видно в исполнителях таланта и одухотворённого человеческого материала для того, чтобы строить сценические образы Негиной, Мелузова и Домны Пантелевны. Я отнюдь не склонен считать актёров неспособными людьми, но они обременены мелкими и техническими задачками. Им некогда сосредоточиться на главной «заботе», на основной сути характера. Они не создали себе богатого духовного мира людей, влюбленных в театр.
После подобной рецензии кинематографическая карьера Татьяны Ленниковой прекратилась более чем на 10 лет.
Её творческий потенциал был реализован на сцене, где до 1970 года сыграла практически весь классический женский репертуар. Однако, после творческого кризиса второй половины 1960-х годов, труппу возглавил Олег Ефремов, что повлекло коренной пересмотр репертуара и смену актёрских поколений. В последующие 17 лет Татьяна Ленникова участвовала лишь в семи спектаклях. Одновременно она была занята в нескольких ролях в театре «Сфера», а также в дуэте с Диной Солдатовой исполняла старинные русские романсы.
Все последние десятилетия рядом с Татьяной Ленниковой был её муж — народный артист России, актёр Центрального театра Советской армии Андрей Петров (в браке — более 40 лет, пережили трагедию — смерть новорождённого младенца, других детей не было). В 1987 году при разделении театра актриса перешла в Московский Художественный театр имени А. П. Чехова, но творческое участие продолжилось недолго. В этот период тяжело болел её муж, и 9 июля 1990 года он скончался. Татьяна Ленникова ненадолго пережила супруга: она умерла в ноябре 1993 года.

### Избранная фильмография
| Год  |   | Русское название                         | Оригинальное название            | Роль                         |
| ---- | - | ---------------------------------------- | -------------------------------- | ---------------------------- |
| 1947 | ф | Марите                                   | Оригинальное название неизвестно | Марите Мельникайте           |
| 1952 | ф | Римский-Корсаков                         | Оригинальное название неизвестно | Мария Лебедева               |
| 1954 | ф | Аттестат зрелости                        | Оригинальное название неизвестно | Антонина Николаевна Яковлева |
| 1956 | ф | Таланты и поклонники                     | Оригинальное название неизвестно | Александра Негина            |
| 1959 | ф | Люди голубых рек                         | Оригинальное название неизвестно | эпизод                       |
| 1966 | ф | Дневные звёзды                           | Оригинальное название неизвестно | мать                         |
| 1968 | ф | Поэма о топоре                           | Оригинальное название неизвестно | Екатерина Петровна           |
| 1972 | ф | На Севере, на Юге, на Востоке, на Западе | Оригинальное название неизвестно | Ольга                        |
| 1973 | ф | Село Степанчиково и его обитатели        | Оригинальное название неизвестно | Татьяна Ивановна             |
| 1976 | ф | Ну, публика!                             | Оригинальное название неизвестно | жена парикмахера             |
| 1976 | ф | Солнце, снова солнце                     | Оригинальное название неизвестно | гостья на свадьбе            |
| 1981 | ф | Простая девушка                          | Оригинальное название неизвестно | соседка                      |
| 1984 | ф | Лучшие годы                              | Оригинальное название неизвестно | Анна Ивановна                |

### Озвучивание мультфильмов
1. 1971 — Аргонавты — Медея / голова Афины
2. 1984 — Синичкин календарь. Лето — Сова
3. 1984 — Синичкин календарь. Осень — Сова
4. 1986 — Нехочуха — Бабушка